# Стабілізація зображення
Стабілізація зображення (англ. IS - Image Stabilization) — технологія, яку використовують для зменшення розмиття зображення, спричиненого тремтінням камери при фотографуванні або відеозйомці. Система стабілізації компенсує незначні горизонтальні зміщення та кутові нахили камери або іншого фото- чи відеопристрою. Вона може використовуватись у біноклях, фото- та відеокамерах, в астрономічних телескопах. У фотоапаратах тремтіння камери негативно впливає на якість знімків при тривалих витримках, або при великих значеннях фокусних відстаней у телеоб'єктивах та «суперзумах». У відеокамерах тремтіння призводить до дрижання зображення в отриманому відео. В астрономії потреба в стабілізації зображення спричинена варіаціями атмосфери, які впливають на візуальне розташування об'єктів.

## Застосування у фотографії
У фотографії стабілізація зображення дає змогу використовувати на 2-4 стóпи нижчу (тривалішу в 4-16 разів) витримку, хоча є дані про використання ще менших швидкостей затвора, які виявилися ефективними завдяки стабілізації.
Емпіричним правилом, яким користуються для визначення найнижчої витримки затвора, придатної для зйомки з рук, без значного розмиття внаслідок тремтіння камери, — є значення, обернене до еквівалента фокальної відстані 35-міліметрового об'єктиву. Наприклад, якщо фокусна відстань 35-міліметрової камери — 125 мм, то вібрація або тремтіння можуть впливати на різкість зображення при витримках, менших 1/125 сек (число, обернене до 125=1/125). Завдяки технології стабілізації, той знімок, який можна було зробити без ефекту розмиття тільки при швидкості 1/125 секунди зі звичайним об'єктивом, тепер можна отримати навіть при витримках 1/30 — 1/8 секунди. При цьому обидва об'єктиви — один зі стабілізацією, інший без — навіть при настільки різній тривалості витримки забезпечать створення знімків приблизно однакової якості.Під час підрахунку ефективної швидкості затвора, важливо брати до уваги кроп-фактор. Багато цифрових SLR-камер мають матрицю, яка дорівнює 2/3, 5/8, чи 1/2 розміру кадру фотоплівки 35 мм. Це означає, що кадр 35 мм — в 1.5, 1.6, чи навіть у 2 рази більший, аніж розмір світлочутливої матриці. Це відношення і називають «кроп-фактором», або ще «кроп-фактором поля зору», «множником фокусної відстані», або «фактором формату». В камері з кроп-фактором 2х, очевидно, 50-міліметровий об'єктив має таке ж поле зору, як і 100-міліметровий у плівковій камері 35 мм, тому для зйомки з руки буде прийнятною витримка 1/100 секунди.
Попри вищесказане, стабілізація зображення не запобігає типу розмиття, спричиненому рухом об'єкта фотографування, або різкими рухами камери. Стабілізація зображення здатна запобігати лише такому розмиттю зображення, яке спричиняється звичайним, нетривалим тремтінням камери, коли фотограф робить знімок «з руки». Деякі об'єктиви та корпуси камер обладнані допоміжним режимом панорамування, або більш агресивним 'active mode' — «активним режимом», обидва з яких описані детальніше нижче, під заголовком «Оптична стабілізація зображення».
Властивості стабілізації IS можуть знадобитися також у астрофотографії, коли камера технічно закріплена на одному місці, але в реальності — проявляється ефект руху відносно далеких об'єктів (скажімо, великий телескоп рухається разом із Землею). Моделі Pentax K-5 та K-r використовують технологію рухомої матриці, щоб послабити ефект розмиття через рух зірок (англ. star trails — «зоряний слід») при довготривалих витримках, якщо вони обладнані пристроєм GPS для позиціонування. Загалом, стабілізація тут працює не над тремтінням камери, а над впливом руху Землі на процес фотографування.
Існує два види застосування технології — внутрішньооб'єктивна стабілізація, та стабілізація, механізм якої знаходиться всередині корпусу камери. Обидва мають свої переваги та недоліки.

## Принцип дії
Системи стабілізації зображення поділяються на цифрову та оптичну. В системах цифрової стабілізації — процесор обробки сигналу виконує низькочастотну фільтрацію зсуву отриманого з матриці зображення таким чином, щоб вихідне зображення лишалось сталим. В системах оптичної стабілізації — фільтрація забезпечується вмонтованими в об'єктив спеціальними рухомими лінзами, які компенсують незначні коливання камери.
В окремих камерах система стабілізації забезпечується зсувом матриці.

### Оптична стабілізація зображення

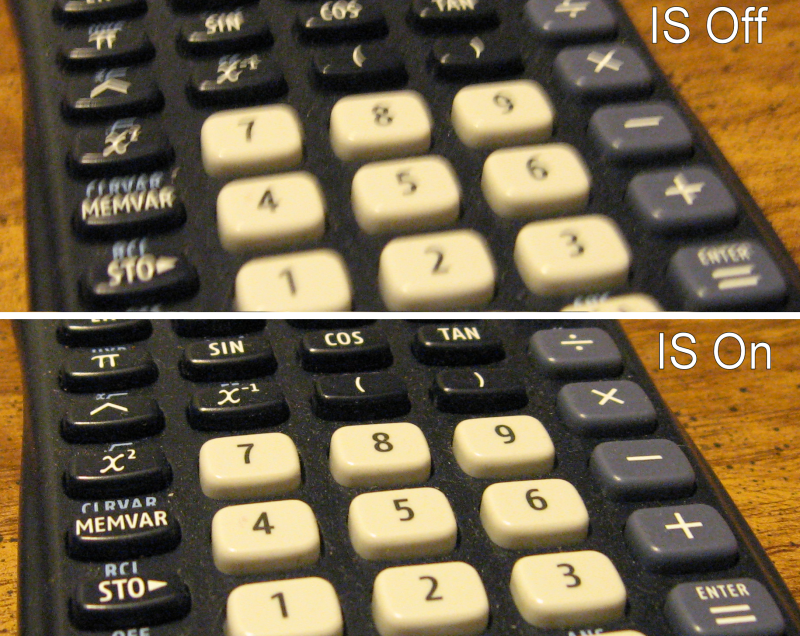
Знімок, виконаний без стабілізації зображення (зверху) та зі стабілізацією (знизу)

Оптична стабілізація зображення (англ. optical image stabilizer), яка часто зустрічається в абревіатурах OIS, IS, або OS — це механізм, який використовується у фото- чи відеокамерах для стабілізації записуваного зображення за допомогою регулювання оптичного шляху до світлочутливої матриці. Такий механізм вбудовується або в сам об'єктив, або в корпус камери, де рухомою робиться сама матриця, як фінальний елемент оптичного шляху. Ключовою особливістю будь-яких систем оптичної стабілізації є те, що вони стабілізують зображення, спроектоване на матрицю, ще до того, як матриця перетворить його на цифровий сигнал.

#### Маркування систем оптичної стабілізації
Технологія оптичної стабілізації добре зарекомендувала себе в цілому ряді телеоб'єктивів і камер (Canon, Nikon, Panasonic тощо) і, в залежності від виробника, отримала різні назви:
Стабілізація в об'єктивах:
- Canon — Image Stabilization (IS) (презентували перший знімний об'єктив зі стабілізацією для 35мм-камер у 1995)
- Nikon — Vibration Reduction (VR) (випустили перший об'єктив зі стабілізацією зображення, — 38-105 мм, f/4-7.8 трансфокатор, вбудований у модель Nikon Zoom 700VR (у США: Zoom-Touch 105 VR) у 1994)[4]
- Panasonic та Leica — MEGA OIS.(Optical Image Stabilizer)
- Sony Cyber-Shot — Optical SteadyShot
- Tamron — Vibration Compensation (VC)
- Sigma — Optical Stabilization (OS)

Стабілізація за допомогою рухомої матриці:
- Konica Minolta — Anti-Shake (AS)
- Sony — Super Steady Shot
- Olympus — Image Stabilizer (IS)
- Pentax — Shake Reduction (SR)
- HTC — UltraPixel
- Nokia — PureView (виготовили першу оптично стабілізовану матрицю для мобільних телефонів, була вбудована в модель Nokia Lumia 920)[5]

#### Стабілізація в об'єктивах
У стабілізаційних системах виробництва Nikon та Canon, оптична стабілізація відбувається за рахунок рухомого елементу всередині об'єктива, який може зміщуватися ортогонально до оптичної осі фотооб'єктива за допомогою електромагнітів. Тремтіння виявляється за допомогою двох п'єзоелектричних датчиків кутової швидкості (їх ще часто називають гіроскопічними датчиками), один з них фіксує горизонтальні рухи, інший — вертикальні. Як наслідок, цей тип стабілізатора спрацьовує тільки при горизонтальних та вертикальних рухах, але не працює при обертанні навколо оптичної осі. Деякі об'єктиви мають додатковий режим стабілізації, який протистоїть лише вертикальним вібраціям. Цей режим корисний при використанні техніки панорамування, а спосіб активації цього режиму залежить від типу об'єктиву; у деяких активація відбувається за допомогою перемикача на об'єктиві, у інших — цей режим вмикається автоматично.
Деякі із новіших VR-об'єктивів виробництва Nikon мають функцію «Active mode», розроблену для використання при фотографуванні із транспорту, який рухається — такого як автомобіль чи човен — і повинна спрацьовувати для сильніших поштовхів, ніж у звичайному режимі («Normal Mode»). Як це не дивно, але «Активний режим» («Active Mode»), якщо користуватися ним у звичайних умовах фотографування, призводить до гірших результатів, ніж «Звичайний режим». Так відбувається тому, що активний режим розроблений для стабілізації при рухах з вищою кутовою швидкістю (наприклад, при фотографуванні із транспортного засобу, який дуже швидко рухається, — з використанням вищої швидкості затвора), в той час як нормальний режим намагається стабілізувати зображення при рухах із низькою кутовою швидкістю, але більшою амплітудою та тривалістю в часі (зазвичай такі рухи спричинені тремтінням тіла та рук фотографа, який стоїть на нерухомій платформі, або такій, яка рухається повільно; в таких випадках також використовується коротша витримка).
Більшість виробників радять вимикати в об'єктивах режим IS, коли фотографування відбувається із використанням штатива, оскільки режим стабілізації може спричинити негативні результати, ну і загалом є непотрібним. Багато сучасних об'єктивів із можливістю стабілізації зображення (особливо найновіші моделі об'єктивів Canon) здатні самостійно визначити, що вони прикріплені до штатива (як результат надзвичайно низького зчитування вібрацій) та вимикати IS автоматично, щоб запобігти будь-яким негативним наслідкам впливу систем стабілізації на кінцеві знімки. Варто зауважити, що система використовує електроенергію з акумулятора, тому її деактивація, коли вона стає непотрібною, збільшить час праці камери до того, як заряджання стане потрібним.
Одним з головних недоліків об'єктивів зі стабілізацією зображення є висока націнка, яка зазвичай супроводжує системи IS: потрібно доплачувати за кожну окрему систему стабілізації в кожному новому об'єктиві. До того ж, не кожен об'єктив доступний одразу із системою стабілізації. Особливо останнє стосується ширококутних, а також об'єктивів із фіксованою фокусною відстанню. В той же час найочевидніші переваги стабілізації зображення стають помітними при використанні більших фокусних відстаней, хоча навіть звичайні та ширококутні об'єктиви можуть мати користь із цих систем, застосовуючи їх при слабкому освітленні.
Внутрішньооб'єктивна стабілізація також має свої переваги над механізмом стабілізації з розміщенням у корпусі. При фотографуванні в умовах низького контрасту чи слабкого освітлення, система автофокусу (яка не має стабілізованих сенсорів) здатна працювати з більшою точністю, якщо зображення виходить з об'єктива вже стабілізованим. У камерах з оптичними видошукачами, картинка, яка надходить до очей фотографа крізь стабілізований об'єктив (на відміну від стабілізації методом рухомої матриці), має більшу деталізацію завдяки своїй стабільності, тому це полегшує корекцію кадрування. Це стосується особливо довших трансфокаторів. Проте така функція не спрацьовує для компактних камер, оскільки електронні сигнали із матриці, які виводяться на дисплей або електронний видошукач, вже й так будуть електронно стабілізовані.

#### Стабілізація за допомогою рухомої матриці
Світлочутлива матриця, на яку спрямовується зображення через оптичну систему об'єктива, може зміщуватися в такий спосіб, аби протистояти мікрорухам камери — технологія, яку ще іноді називають «механічною стабілізацією зображення». Коли камера коливається, спричиняючи тим самим похибки, гіроскопи надсилають сигнали до приводів, які ворушать платформу із матрицею. Сенсор (матриця) ворушиться в такий спосіб, аби втримати кадровану проєкцію зображення в межах площини зображення, що залежить від фокальної відстані, яка використовується об'єктивом; сучасні камери здатні отримувати від об'єктивів інформацію про фокальну відстань. Konica Minolta застосувала технологію під назвою «anti-shake» («антиструс»), яку перейняли моделі лінії Sony α під назвою SteadyShot та лінії Pentax — K-5, K-7, K10D, K20D, K100D, K200D, K-m (K-2000) та K-x — під назвою «shake reduction — SR» («редукція тремтіння»); ця технологія опирається на дуже точні сенсори кутового нахилу, які фіксують порухи камери. Olympus презентувала стабілізацію зображення у своїх E-510 DSLR-камерах, застосувавши систему із використанням ультразвукового двигуна власного виробництва (Supersonic Wave Drive). Інші виробники використовують процесори DSP для аналізу зображення «на живо», та коригування розміщення матриці відповідно до даних цього аналізу. Рухомі матриці використовуються і у деяких моделях компаній Fujifilm, Samsung, Casio Exilim, а також Ricoh Caplio.
Перевагою рухомої матриці, над рухомими лінзами у об'єктиві є те, що зображення стабілізується незалежно від того, який об'єктив використовує фотограф. Це дозволяє стабілізації працювати із будь-яким об'єктивом, на вибір фотографа, а також дозволяє зменшити вагу та складність самих об'єктивів. Загалом, якщо вдосконалити технологію стабілізації зображення методом рухомої матриці, покупцям вистачить тільки замінити старі камери на нові, щоб самим відчути переваги інновації, що є набагато дешевшим виходом, аніж заміна всіх наявних об'єктивів, якщо опиратись на технологію внутрішньооб'єктивної стабілізації. Деякі нововведення матричної стабілізації зображення здатні виправляти навіть обертальні рухи камери — рухи, які легко спричинити звичайним натисканням кнопки спуску затвора. Жодна система стабілізації з розміщенням у об'єктиві не здатна впоратись із цим потенційним джерелом розмиття зображення. Побічним, але корисним, продуктом здатності до компенсації обертальних рухів є те, що камера може автоматично виправляти зміщення горизонту відносно оптичної площини, за умови, якщо вона обладнана електронним ватерпасом, яким були обладнані, скажімо, моделі Pentax K-7/K-5.
Одним з головних недоліків технології зміщення світлочутливого сенсора є те, що зображення, яке проектується у видошукач — не стабілізується. Хоча з цим немає ніяких проблем у камерах з електронним видошукачем (EVF), оскільки зображення, яке проектується у видошукач, побирається із самої матриці. З тих же причин зображення, яке проектується у систему фазового автофокусування — не стабілізується.
Для матричної стабілізації бажано, щоб об'єктив мав більшу апертуру, оскільки матриця ворушиться під час експонування, а тому використовує більший розмір зображення, ніж виміри кінцевого знімку. Порівнюючи зі зміщенням лінз при стабілізації у об'єктивах, зміщення сенсора є досить значними, тому ефективність роботи таких систем обмежується максимальним діапазоном руху сенсора, в той час як звичайний сучасний оптично стабілізований об'єктив має тут більше свободи. Необхідний рівень коливань матриці (як швидкість, так і діапазон) зростає разом зі зростанням фокусної відстані об'єктива, який використовується, що робить матричну стабілізацію малоефективною при використанні суперзумів, особливо коли використовується низька швидкість затвора, тому що доступний діапазон руху швидко стає нездатним впоратися із все більшими зміщеннями вхідного зображення.

### Цифрова стабілізація зображення
Стабілізація зображення «на живо» використовується у деяких відеокамерах. Цей метод застосовує зміщення електронного зображення кадр за кадром відео, достатньо для того, аби протистояти тремтінню. Для цього використовуються пікселі з-за країв видимого кадру; вони забезпечують буфер (резерв) для руху. Ця техніка зменшує дратівне дрижання у відео, або покращує якість фотознімків, даючи фотографові можливість збільшити час витримки, не ризикуючи розмиттям зображення при цьому. Такий метод не впливає на рівень шуму в кінцевому зображенні, хіба що на найдальших краях кадру, де зображення майже виходить за межі поля зору камери.
Деякі виробники фотокамер рекламували свої камери, як такі, що мають «цифрову стабілізацію зображення», в той час як вони мали всього лиш високочутливий режим, при якому використовувалась короткочасна експозиція; результатом застосування режиму були знімки з меншим розмиттям внаслідок руху, але більшою інтенсивністю шуму. Такий метод послаблює рівень розмиття — як при фотографуванні чогось, що рухається, — так і при звичайному тремтінні камери.
Інші виробники зараз теж використовують цифрове опрацювання сигналів (DSP) для послаблення розмиття на фотознімках, наприклад, методом поділу експозиції на декілька коротших, швидких, послідовних експозицій; розмиті зображення відкидаються, найрізкіші вирівнюються одне до одного і компонуються у єдину експозицію-знімок.

### Стабілізаційні фільтри
Багато нелінійних систем редагування використовують програмні стабілізаційні фільтри, здатні виправити нестабілізовану картинку, спостерігаючи за рухом окремих пікселів на кожному кадрі, та коригуючи зображення шляхом зміщення рамкування. Процес працює за таким же технічним принципом, як і звичайна цифрова стабілізація, але оскільки у випадку обробки за допомогою таких фільтрів — програмі недоступні кадри «більшого ніж потрібно» формату, то фільтр або обрізає краї зображення (створює з них резерв для роботи), аби приховати видимість руху, або намагається відтворити втрачене за рамками зображення, застосовуючи просторову або часову екстраполяцію.

### Матриці ПЗЗ із ортогональним переносом
Прилад із зарядовим зв'язком, ПЗЗ (англ. Charge-coupled device, CCD) — матриця ПЗЗ із ортогональним переносом (OTCCD) — використовується у астрономії. Технологія тут працює в той спосіб, що зображення зміщується в межах самої CCD-матриці в той час, коли робиться знімок. Метод базується на аналізі наявного руху яскравих зірок. Це рідкісний приклад цифрової стабілізації для фотокамер. Прикладом використанням такої технології має стати гігапіксельний телескоп Pan-STARRS, який зводиться на Гаваях.

### Стабілізування корпусу камери
Метод, який не вимагає будь-яких додаткових характеристик комплекту «корпус-об'єктив», полягає на стабілізації всього корпусу камери — на противагу використанню внутрішнього механізму стабілізації зображення. Цього досягають шляхом наявності гіроскопу, приєднаного до корпусу камери (зазвичай з використанням кріплення для штативів, вбудованого в конструкцію камери). Це дозволяє зовнішньому гіроскопу стабілізувати камеру, і в основному використовується для фотографування із транспортних засобів під час руху, в тому випадку коли об'єктиви чи камери із іншим типом стабілізації зображення недоступні або виявляються неефективними.
Така технологія була інтегрована у відеокамери, даючи можливість комплекту «об'єктив + матриця» зміщувати свою позицію відносно решти обудови камери.
Ще іншою технологією для стабілізації корпусу відео- чи кінокамери, є система Steadicam, яка ґрунтується на відокремленні пристрою від тіла оператора за допомогою спеціального жилета-упряжі, а випадковим нахиленням камери запобігають противаги.

### Стабілізатори камери
Стабілізатором камери є будь-який пристрій чи об'єкт, який використовується для зовнішнього стабілізування тіла камери. До цього типу належать Steadicam, штатив (тринога), рука оператора, чи будь-що інше такого типу. Галузь виробництва стабілізаторів для камер стала дуже прибутковою для деяких виробників, які продають все що тільки можна, із биркою «стабілізатора камери». Деякі з таких виробників і справді іноді створюють пристрої, які стають ледь не «даром з небес» для кінорежисерів та операторів. Інші ж — звичайнісінькі шахраї.
У макрофотографії — використання чутливих до тремтіння сенсорів для компенсування похибок у кадруванні зображення — мало- або неефективне. Нахил камери вгору/вниз, чи вправо/вліво, навіть на долю міліметра — негативно проявляється на зображенні, якщо ви намагаєтесь вивести на знімок деталі міліметрового розміру. Лінійні акселерометри у камері, у поєднанні з інформацією про фокусну відстань об'єктива та відстань до точки фокусування, можуть забезпечити додаткову корекцію управління двигунцем, який ворушить матрицю або оптику в об'єктиві, що дозволить компенсувати як лінійні, так і обертальні тремтіння камери.

## У біологічних очах
У багатьох тварин, так само як і в людей, внутрішнє вухо діє як біологічний відповідник акселерометра у системах стабілізації зображення відео- та фотокамер. Внутрішнє вухо допомагає стабілізувати зображення, яке ми сприймаємо, змушуючи наші очі рухатись. Коли внутрішнім вухом фіксується рух голови, до екстраокулярних м'язів надсилаються гальмівні сигнали з однієї сторони ока, та збудливі з іншої. Як результат — відбувається компенсаторний рух очей. Зазвичай в таких випадках рухи очей відстають від рухів голови менш ніж на 10 мілісекунд.